# Động đất Tây Java 2022
Động đất Tây Java 2022 diễn ra vào ngày 21 tháng 11 năm 2022, vào lúc 13:21 WIB (UTC+07:00), một trận động đất khoảng 5.6 Mww ở gần Cianjur tại Tây Java, Indonesia. Ít nhất 329 người chết, 7.729 người bị thương và 11 người mất tích. Hơn 62.628 ngôi nhà bị hư hại trên 16 quận ở Cianjur Regency và khu vực lân cận. Trận động đất được cảm nhận mạnh nhất ở Jakarta. Đây là trận động đất kinh hoàng nhất tại Indonesia kể từ trận động đất Sulawesi năm 2018.

## Cấu trúc địa chất
Indonesia được nhiều người coi là quốc gia dễ xảy ra động đất do nằm trong khu vực va chạm mạnh giữa mảng Ấn Độ và mảng Á-Âu. Mảng Ấn Độ di chuyển về phía đông bắc với tốc độ khoảng 50 đến 70mm/năm, va chạm với mảng Á-Âu và hội tụ tại Vòng cung Banda, tạo thành rãnh Sunda-Java, và hình thành một dải dài 3.000 km giữa lục địa Java và Sumatra. Tại đới đứt gãy, núi lửa cũng đang hoạt động.
Tâm chấn của trận động đất nằm sát ranh giới kiến tạo của vùng biển phía nam đảo Java, khu vực thường xuyên xảy ra hoạt động địa chấn trong lịch sử. Ngoài trận động đất này, trong lịch sử khu vực này còn xảy ra nhiều trận động đất thảm khốc như trận động đất Trung Java năm 1943, trận động đất Java năm 1994 và trận động đất Ấn Độ Dương năm 2004. Trong số đó, trận động đất 8,7 độ richter xảy ra ở phía đông Ấn Độ Dương vào tháng 12 năm 2004 là trận động đất lớn nhất từng được ghi nhận ở vùng biển này và là một trong những trận động đất có cường độ lớn nhất từng được ghi nhận.

## Động đất
Theo Cơ quan Khí tượng, Khí hậu và Địa vật lý Indonesia (BMKG), trận động đất xảy ra ở độ sâu 11 km (7 dặm), phân loại nó thuộc dạng động đất nông.